# Adduzione (fisiologia)

Visualizzazione dei piani anatomici umani

Articolazione coxo-femorale; nell'animazione sono evidenziati i movimenti di adduzione e abduzione

L'adduzione è uno dei movimenti che sono permessi da un'articolazione. Si tratta del movimento che porta un arto più vicino alla linea mediana del corpo (il piano sagittale).
È un movimento relativo in quanto non è possibile addurre partendo dalla posizione anatomica.
Il movimento contrario si chiama abduzione.
Gli altri movimenti possibili sono l'estensione, la flessione, la rotazione interna (intrarotazione) ed esterna (extrarotazione) e la rivoluzione.